# 周月雲
周月雲（1960年1月2日—），字昣谷、亮白，台灣女性書法家，專職書法教育者。逸雲館館主，昣谷居書屋主人。五歲即因父親周篤壽(別號逸邨，1912-2001)指導，開始執筆學習歐陽詢姚恭公墓誌銘等諸帖。1972年師承施孟宏習漢隸熹平石經、1981年與謝宗安習魏碑篆隸多體、1986年與寇培深學習研究書法理論。1975年即與父親周篤壽開設逸雲書法館，教授書法至今。

## 展覽
- 1992年，「逸雲書法展」周逸邨、周月雲父女聯展，於師大藝廊。
- 2007年，「游於藝－生活大玩家」邀請展，於中華民國總統府。
- 2008年，「九九九樂園」個人首展，於信義誠品。
- 2010年，「字遊觀自在」，於臺灣桃園國際機場第二航廈文化藝廊。
- 2011年，「天天」展，於帕帕拉夏藝文空間。

## 資料來源
- 周月雲官網（页面存档备份，存于）
- 癌症新探62期
- 臺灣女書灋家學會